# Haba Haba
«Haba haba» (рус. Понемногу) — песня в исполнении норвежской певицы Стеллы Мванги, с которой она представила Норвегию на конкурсе «Евровидение 2011» в Дюссельдорфе, Германия. Песня была выбрана при помощи национального телеголосования. Автором слов является сама исполнительница.
Песня записана на двух языках — английском и суахили (родном языке певицы). Текст песни несколько автобиографичен. Однажды девушка посетовала своей бабушке, что её жизнь продвигается не так быстро, как ей хотелось бы, на что бабушка отвечает: «Haba haba, hujaza kibaba!» (рус. Тише едешь — дальше будешь).
Песня Стеллы Мванги была исполнена 10 мая 2011 в первом полуфинале песенного конкурса Евровидение под вторым номером в программе. По итогам голосования композиция в финал не прошла.